# Serre reali di Laeken
Le Serre reali di Laeken (serres royales de Laeken in francese, Koninklijke Serres van Laken in olandese) sono un vasto complesso di serre monumentali situate nel parco del castello di Laeken a nord di Bruxelles in Belgio. Lo storico complesso conta serre tropicali, subtropicali e fredde, e fa parte del Parco Reale e dei giardini privati reali di solito non sono aperti ai visitatori.

## Storia
I giardini del castello risalgono al XVIII secolo, ma re Leopoldo II ne cambiò lo stile. Un nuovo complesso in stile Art Nouveau venne infatti commissionato dal re, grande amante delle piante e dei fiori di cui portava regolarmente nuove varietà in Belgio dalle sue permanenze in Congo, all'architetto Alphonse Balat. Costruito tra il 1874 e il 1895, il nuovo complesso fu inaugurato con il completamento della cosiddetta chiesa di ferro, una serra a cupola, che in origine avrebbe dovuto essere la cappella reale. La superficie totale di questo immenso complesso è di 2,5 ettari. Per riscaldare gli edifici sono necessari ogni anno 800.000 litri di olio combustibile. Dopo la morte del re le serre furono mantenute, ma la chiesa di ferro fu trasformata in una casa da bagno reale privata.
Interamente costruite in vetro e metallo, la serre erano molto innovative nella loro struttura e ricordavano il Palazzo di Cristallo edificato a Londra nel 1851 dal Paxton.

## Galleria d'immagini

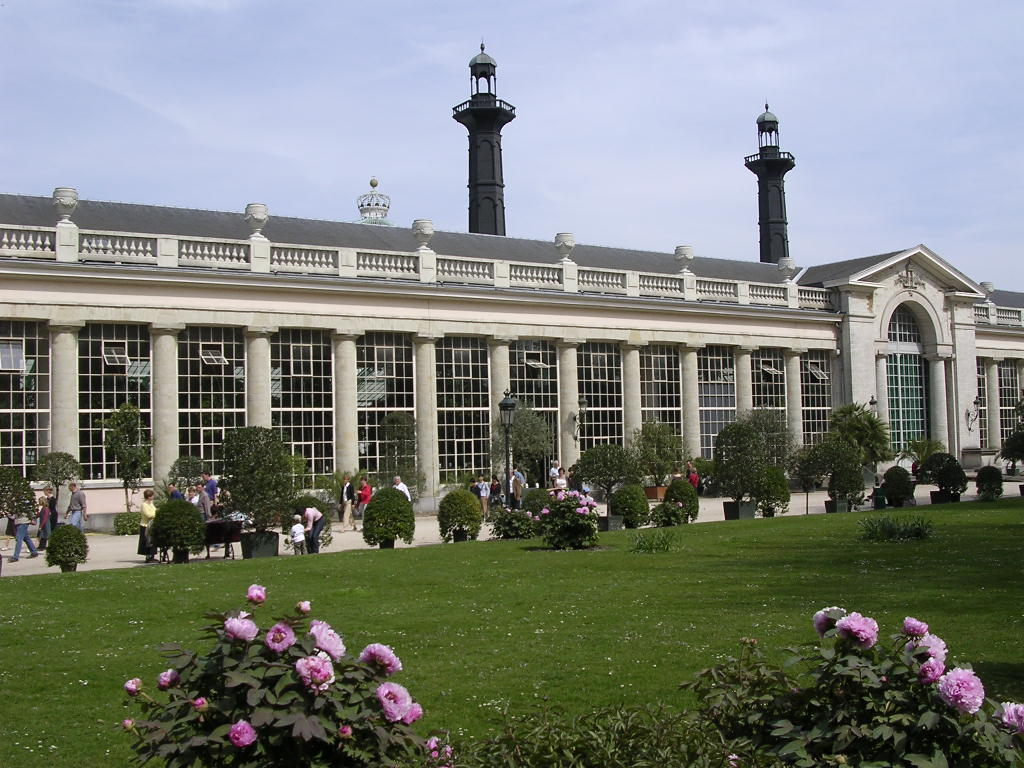
L'Orangeria
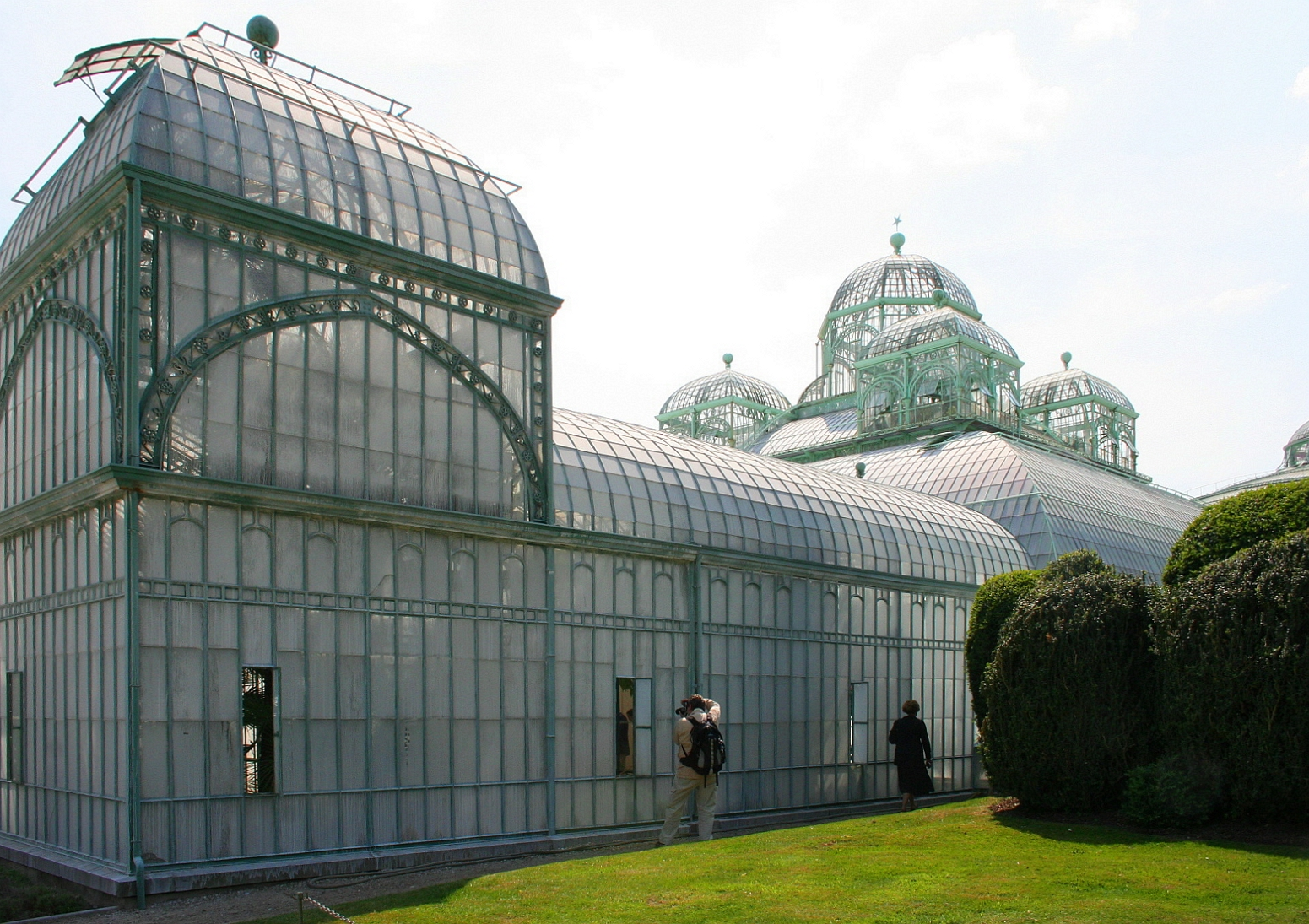
L'Imbarcadero e la Serra del Congo
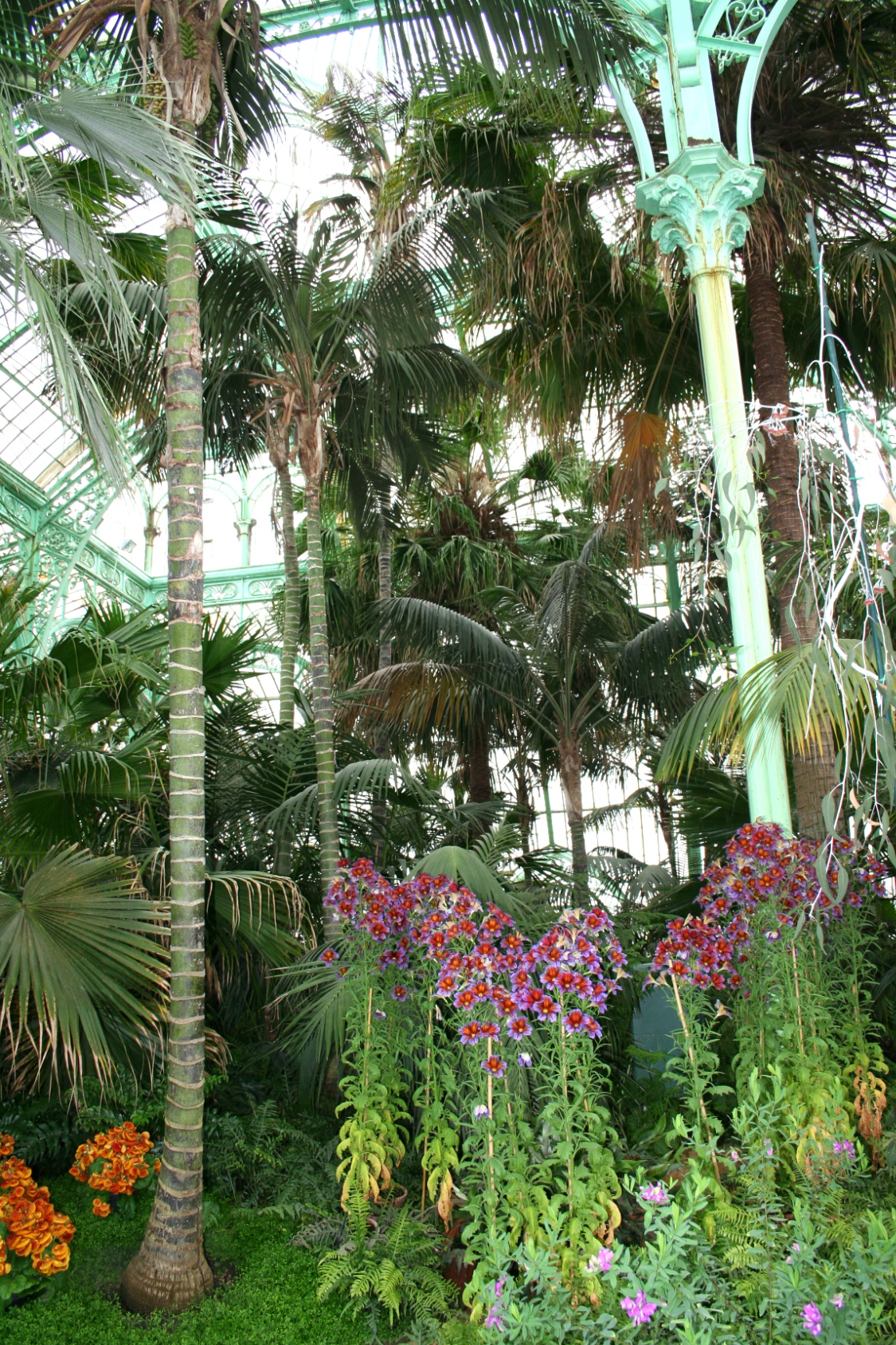
L'interno della Serra del Congo
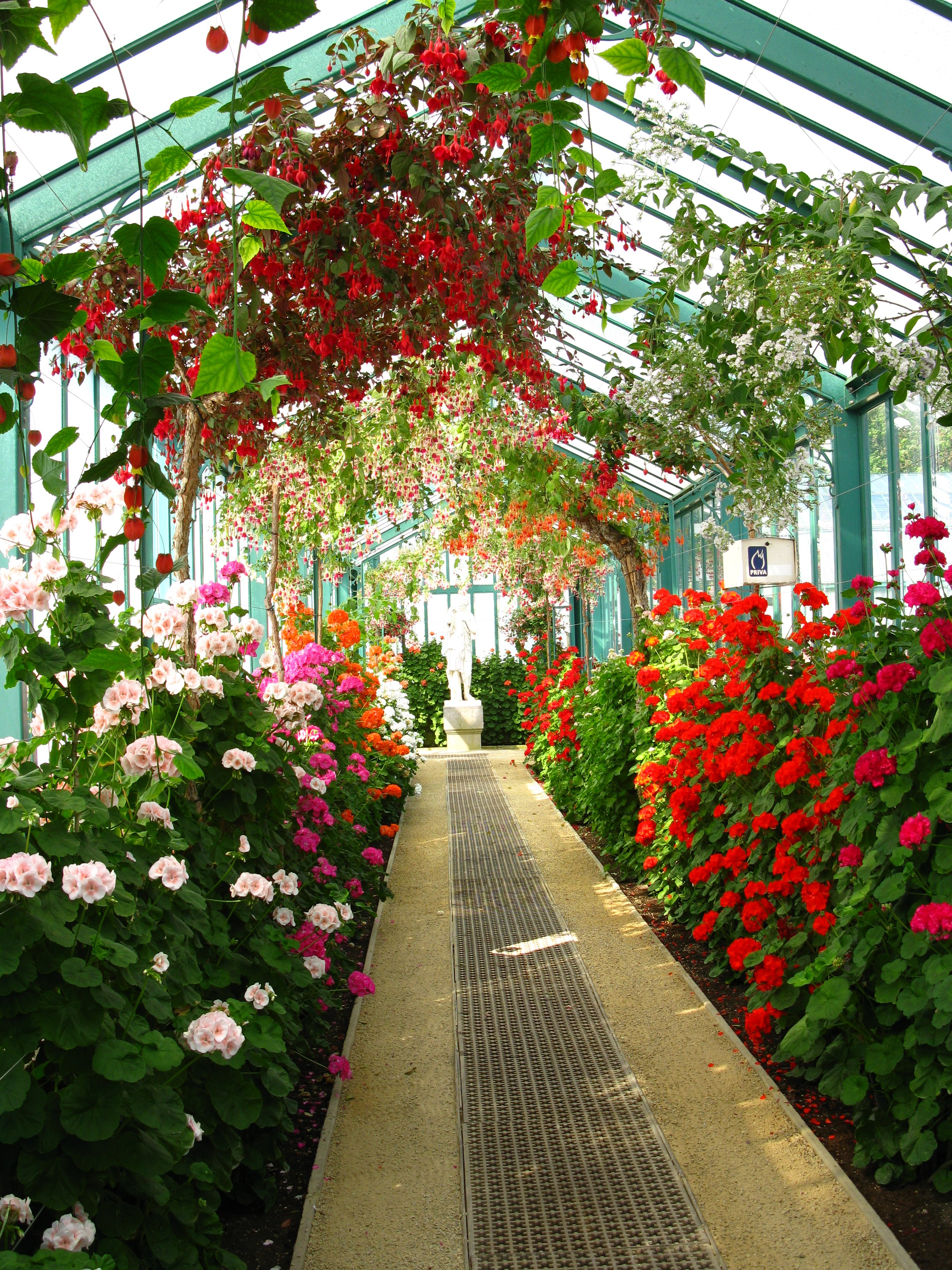
Galleria di gerani e Fuchsia
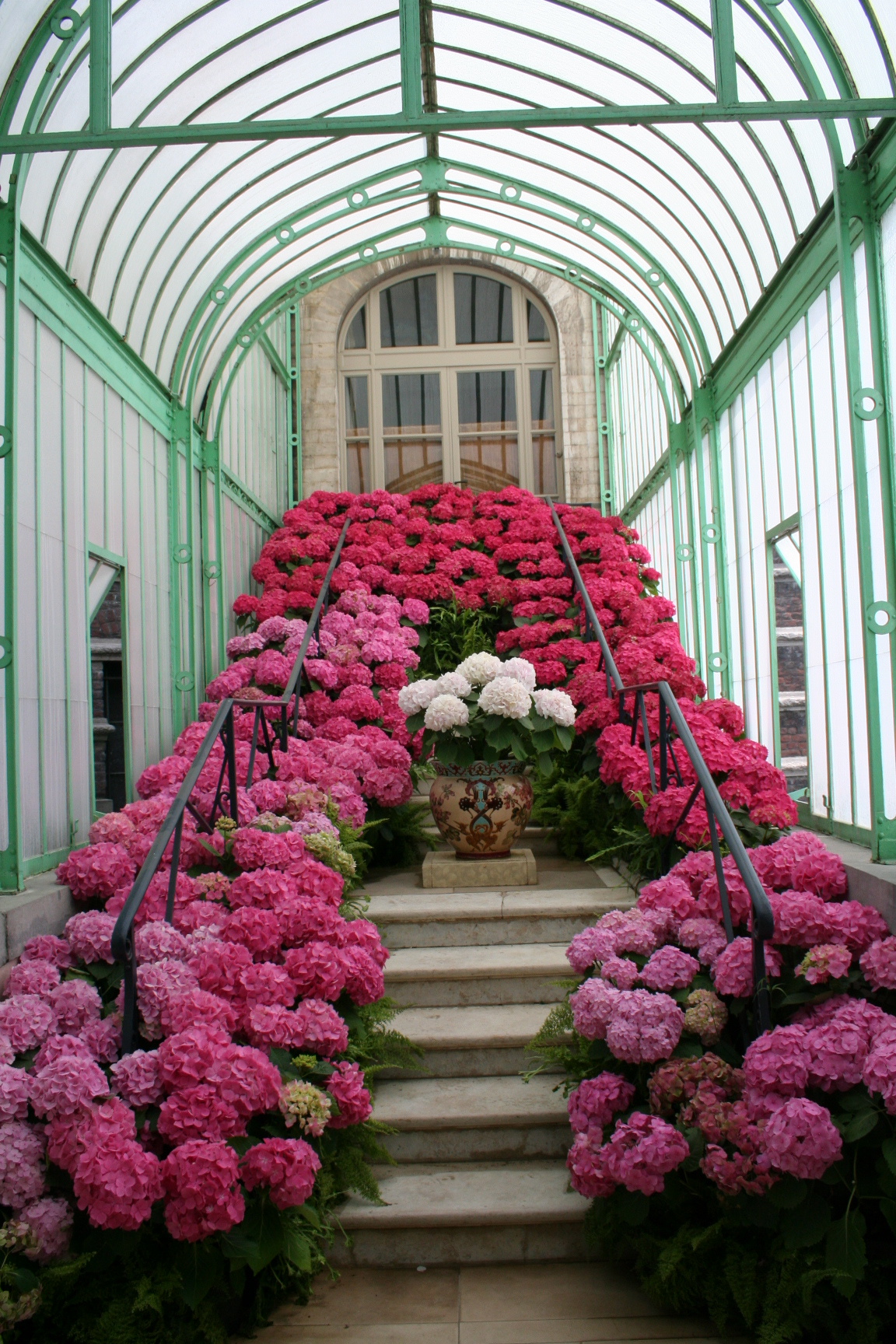
Scalinata verso il Padiglione delle Palme
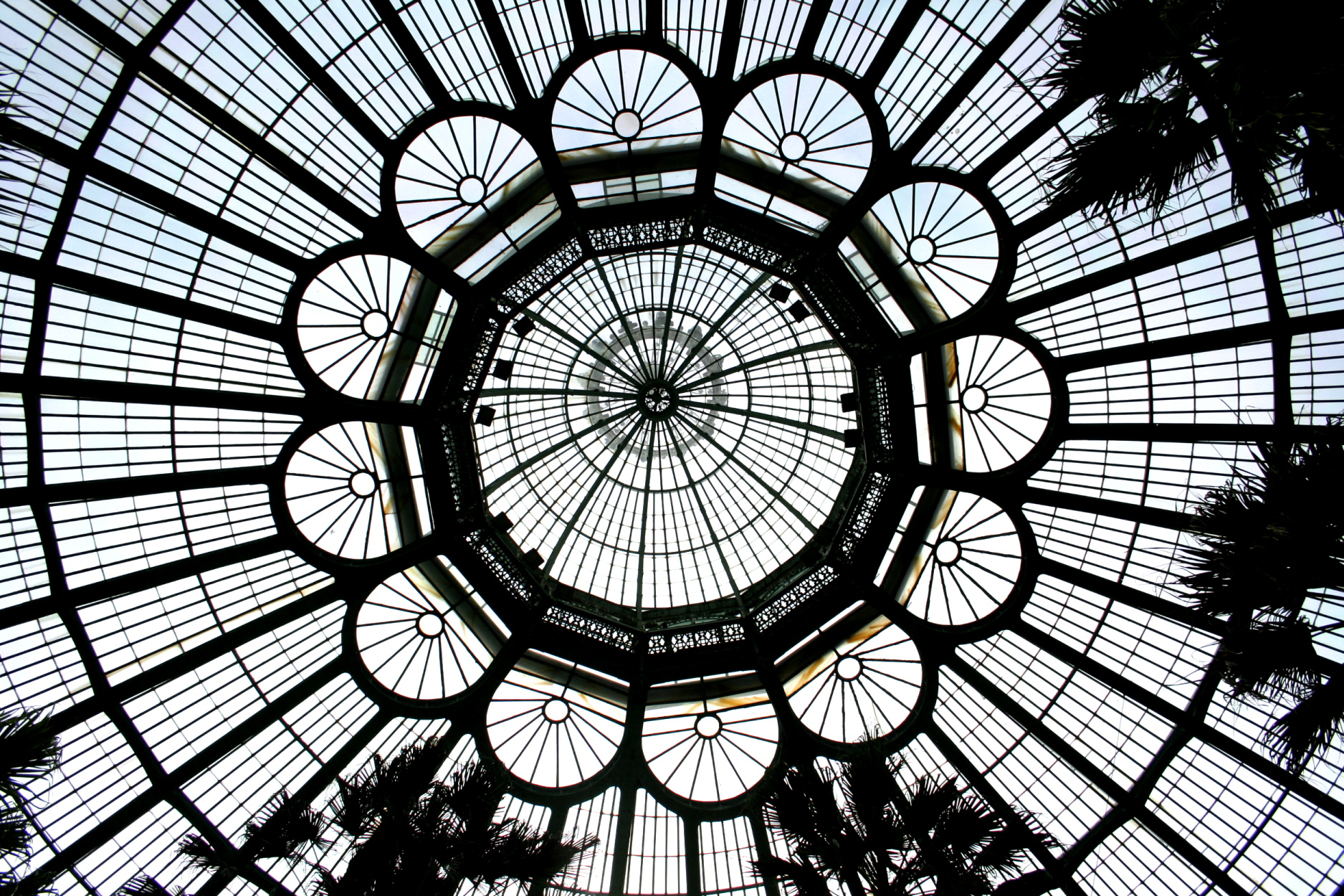
La cupola della chiesa di ferro
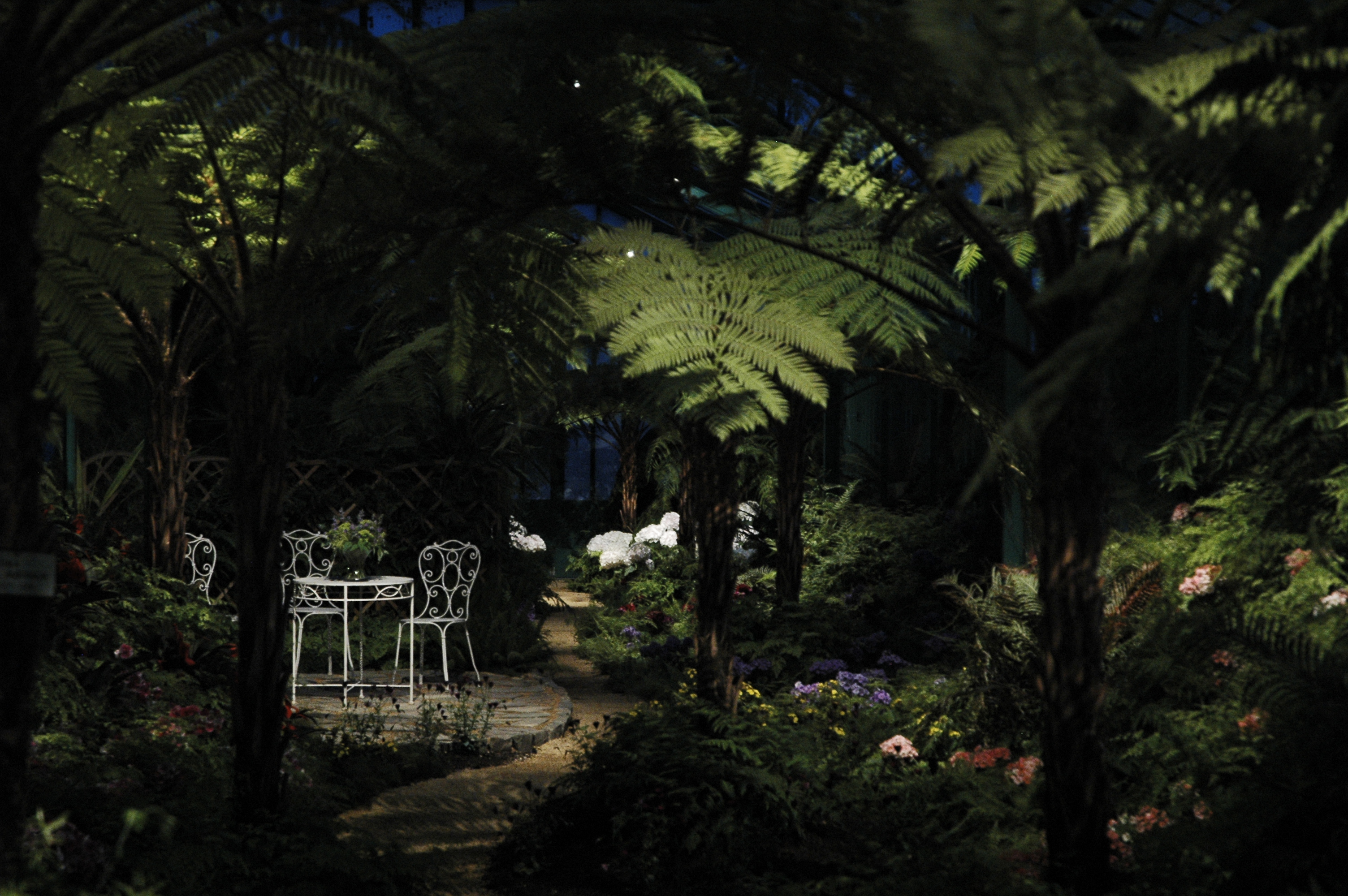
Le Serre reali ospitano una vegetazione verdeggiante
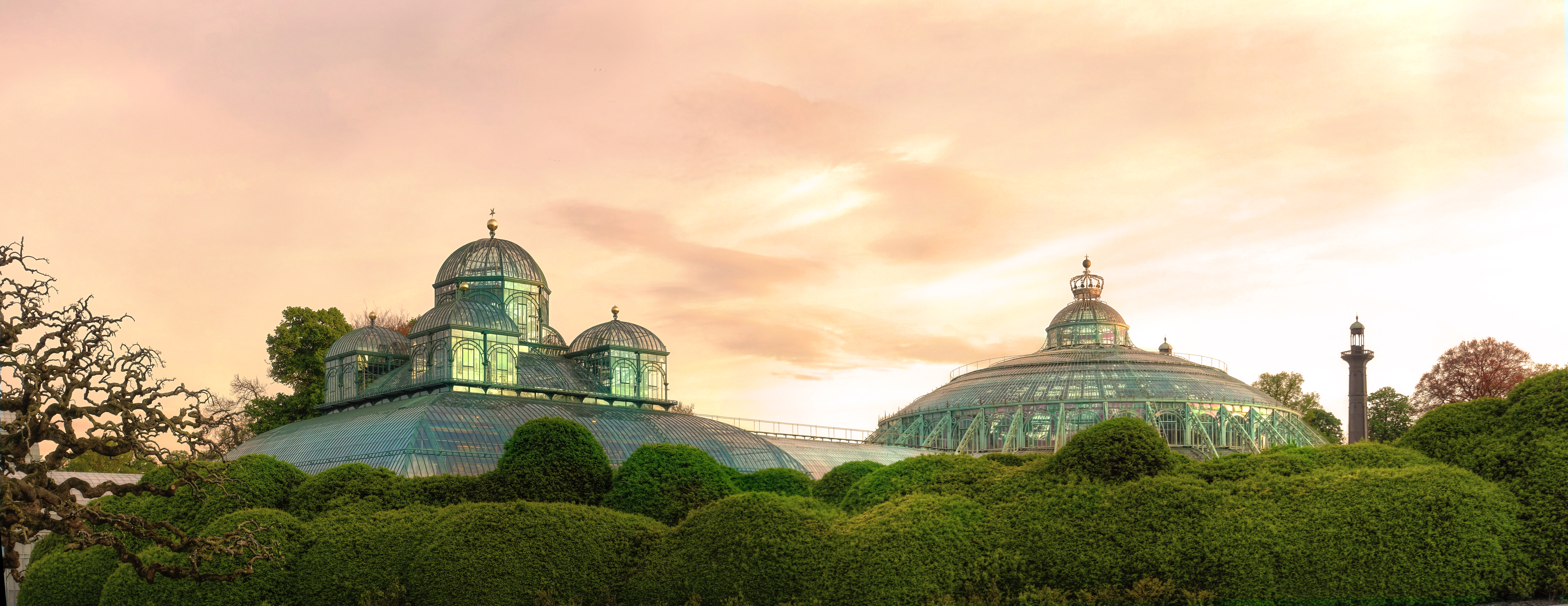
Le Serre reali al crepuscolo